# Lepthyphantes aegeus
Lepthyphantes aegeus là một loài nhện trong họ Linyphiidae.
Loài này thuộc chi Lepthyphantes. Lepthyphantes aegeus được Lodovico di Caporiacco miêu tả năm 1948.